# 1,6-α-D-マンノシダーゼ
1,6-α-D-マンノシダーゼ(1,6-alpha-D-mannosidase、EC 3.2.1.163)は、α-D-Manp-(1->6)-D-Manpの1,6-結合のα-D-マンノース残基を切り離す化学反応を触媒する酵素である。
この酵素は加水分解酵素、特にO-及びS-グリコシル化合物加水分解酵素に分類される。系統名は、1,6-α-マンノシル α-D-マンノヒドロラーゼ(1,6-alpha-mannosyl alpha-D-mannohydrolase)である。